# Anotogaster gigantica
Anotogaster gigantica е вид водно конче от семейство Cordulegastridae.

## Разпространение
Видът е разпространен в Мианмар.